# Лопанец
Лопа́нец — деревня в Ретюнском сельском поселении Лужского района Ленинградской области.

## Название
Происходит от восточно-славянского гидронима ло́пань — болотистое место.

## История

### XIX век — начало XX века
Деревня Лопанец, состоящая из 27 крестьянских дворов, обозначена на карте Санкт-Петербургской губернии Ф. Ф. Шуберта 1834 года.

ЛОПАНЕЦ — деревня принадлежит Ведомству государственного имущества, число жителей по ревизии: 67 м. п., 70 ж. п. (1838 год)

Деревня Лопанец из 27 дворов отмечена на карте профессора С. С. Куторги 1852 года.

ЛОПАНЕЦ — деревня Ведомства государственного имущества, по просёлочной дороге, число дворов — 40, число душ — 144 м. п. (1856 год)

ЛОПАНЕЦ — деревня, число жителей по X-ой ревизии 1857 года: 115 м. п., 138 ж. п.

ЛОПАНЕЦ — деревня казённая при озере безымянном, число дворов — 46, число жителей: 116 м. п., 138 ж. п. (1862 год)

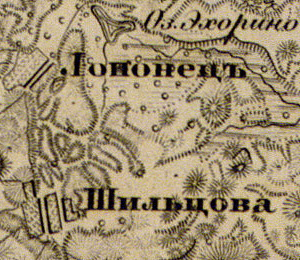
Деревня Лопанец на карте 1863 года

Согласно карте из «Исторического атласа Санкт-Петербургской Губернии» 1863 года деревня называлась Лопонец.
Согласно подворной описи 1882 года:

ЛОПАНЕЦ — деревня Жглинского общества Городецкой волости

домов — 76, душевых наделов — 115, семей — 47, число жителей — 135 м. п., 147 ж. п.; разряд крестьян — бывшие государственные

В XIX веке деревня административно относилась ко 2-му стану Лужского уезда Санкт-Петербургской губернии, в начале XX века — к Городецкой волости 5-го земского участка 4-го стана.
По данным «Памятной книжки Санкт-Петербургской губернии» за 1905 год деревня входила в Мглинское сельское общество и указана под названием Лонапец.

### 1917 — 1991 годы
С 1917 по 1923 год деревня Лопанец входила в состав Шильцевского сельсовета Городецкой волости Лужского уезда.
С 1923 года, в составе Лопанецкого сельсовета.
С 1924 года, вновь в составе Шильцевского сельсовета.

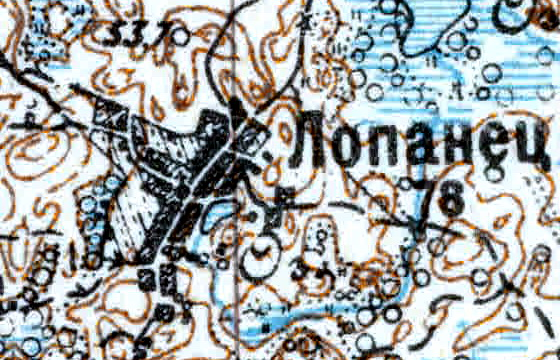
Деревня Лопанец карте 1926 года

Согласно топографической карте 1926 года деревня насчитывала 78 дворов, в центре деревни находилась часовня.
С 1927 года, в составе Лужской волости, а затем Лужского района.
По данным 1933 года деревня Лопанец входила в состав Шильцевского сельсовета Лужского района.
C 1 августа 1941 года по 31 января 1944 года деревня находилась в оккупации.
В 1958 году население деревни Лопанец составляло 113 человек.
По данным 1966 и 1973 годов деревня Лопанец также входила в состав Шильцевского сельсовета.
По данным 1990 года деревня Лопанец входила в состав Ретюнского сельсовета.

### 1991 год — настоящее время
В 1997 году в деревне Лопанец Ретюнской волости проживали 30 человек, в 2002 году — 27 человек (все русские).
В 2007 году в деревне Лопанец Ретюнского СП проживали 13 человек.

## География
Деревня расположена в южной части района на автодороге 41К-691 (Шильцево — Лопанец).
Расстояние до административного центра поселения, деревни Ретюнь — 7 км.
Расстояние до ближайшей железнодорожной станции Серебрянка — 12 км.
В деревне есть небольшое озеро.

## Демография
| 1838 | 1862 | 1958 | 1997 | 2007 | 2010 | 2017 |
| ---- | ---- | ---- | ---- | ---- | ---- | ---- |
| 137  | ↗254 | ↘113 | ↘30  | ↘13  | ↘11  | ↗13  |

## Улицы
Заозёрная, Лесная, Нагорная, Озёрная, Партизанская, Подгорная, Садовая.